# Marc Morial
Marc Haydel Morial, né le 3 janvier 1958 à La Nouvelle-Orléans, est un homme politique américain, militant des droits civiques, qui a notamment été le maire de La Nouvelle-Orléans de 1994 à 2002. Il est membre du parti démocrate et a exercé la fonction de sénateur en Louisiane entre 1992 et 1994. Morial est en outre depuis 2003 président de la National Urban League, organisation de lutte pour les droits civiques basée à New York.